# آرثر بوجين
فرانسوا أوغست آرثر بارواس بوجين ، المعروف باسم آرثر بوجين ، ولد يوم 6 اوت 1834 في شاتارو و توفي يوم 8 اوت 1921 في باريس، وهو راوي و موسيقي فرنسي ابن ممثلين إقليميين يسافران باستمرار لممارسة مهنتهم، بدأ بوجين دراسة الموسيقى في سن السابعة مع والدته، التي كانت موسيقية هاوية، ولم يعرف أبدًا مدرس موسيقى آخر.